# سد المضة
سد المضة هو سد ترابي في المملكة العربية السعودية افتتح في عام 1404 هـ ويقع في مركز المضة بمحافظة طريب التابعة لمنطقة عسير الغرض الرئيسي من السد هو السيطرة على الفيضانات.

## الخصائص
أنشئ سد المضة سنة 1404 هــ للاستعاضة عن مياه الآبار الجوفية وتوفير مياه الشرب لسكان المنطقة والاستفادة من موارد المياه في المستجمع المائي، حاجزه من النوع الترابي، يبلغ طول السد 1 150 مترًا وارتفاعه يبلغ 14 مترًا وبسعة تخزينية تفوق 42 500 000 متر مكعب.

## الموقع
يقع سد المضة جنوب غرب مركز المضة مسافة 6,5 كلم و11 شمال غرب مركز العضاة على الطريق الرئيسي رقم 10.

## وصلات خارجية
- خريطة أبها بسلم 1:500000
- . على يوتيوب